# Объединение Непала
Объединение Непала (неп. नेपालको एकीकरण) - процесс создания единого королевства Непал, состоявшего из нескольких десятков мелких княжеств в единое централизованное государство под властью династии Шахов в 1744-1804 годах, и просуществовавшего до 2008 года. Видной фигурой в кампании объединения был Притхви Нараян Шах, раджа государства Горкхи. 25 сентября 1768 года он официально объявил о создании Королевства Непал и перенес свою столицу из Горкхи в город Катманду.

## История
К началу XVIII века на территории современного Непала находилось множество мелких разрозненных княжеств: Непальская Мандала, Макванпур,Чаубиси, Горкха,Баиси и другие. Баиси и Чаубиси представляли собой конфедерации более мелких княжеств, переводившихся с непальского языка как «двадцать два» и «двадцать четыре» соответственно. Наиболее сильным из всех непальских государств считалось Королевство Горкха, вокруг которого в середине XVIII века начался процесс объединения земель. В 1740-х годах Чаубиси, обеспокоенная активной политикой, проводившейся князьями Горкхи в восточной части Непала, начала военные действия против княжества, однако в 1754 году, в ходе сражения при Сиранчоке, её войска были разгромлены. В 1764 году конфедерация вновь потерпела поражение. В 1764 году покорив долину Катманду, гуркхи расширили территорию своего государства до границ княжества Баиси.В итоге они завоевали огромные участки земли к востоку и западу от Горкхи.
Среди их завоеваний самым важным и ценным приобретением была богатая неварская конфедерация Непальской Мандалы с центром в долине Катманду. Начиная с 1745 года горкхали окружали долину со всех сторон; установившаяся блокада препятствовала путям снабжения зерном, что должно было вызвать голод среди местного населения голодать, но жители выстояли.Неварцы обратились за помощью к Британской Ост-Индской компании, однако отправленная в 1767 году экспедиция под командованием капитана Кинлоха не успела вовремя. Три неварские столицы — Катманду, Лалитпур и Бхактапур — пали под натиском гуркхских войск в 1768—1769 годами. В 1768 году Притхви Нараян Шах перенес свою столицу в Катманду. Покорение городов-княжеств  Мандалы было наиболее продолжительным и окончательно завершилось лишь в 1786 году. Гуркхское завоевание неварских городов долины Катманду сопровождалось крайней жестокостью. Так например, при завоевании города Кантипур, для устрашения других городов, оказывающих сопротивление, Притхвинараян приказал своим воинам вырезать губы пленным мужчинам. В 1763 году Мир Касим, бенгальский наместник империи великих Моголов, так же обеспокоенный созданием нового независимого государства в Гималаях, отправил военную экспедицию под командованием Гургин-хана, закончившуюся полным разгромом бенгальцев. Экспедиции, посланные после завоевания англичанами Бенгалии так же не увенчались успехом. Корме того, при Бахадуре Шахе территория страны расширилась за счет Сиккима и Кашмира. Объединение Непала имело и отрицательные последствия многие неварские города навсегда опустели, а трансгималайская торговля  прекратила существование. Баиси сопротивлялся гуркхам до 1804 года. 
В 1788-1792 годах королевство, находившееся в расцвете могущества вступило в конфликт с Тибетом, находившимся под протекторатом цинского Китая. Истощив материальные и людские ресурсы, Непал проиграл войну и попал в вассальную зависимость от цинской империи, вынуждено выплачивая ежегодную дань вплоть до  китайской революции 1912 года. Кроме того, из-за многочисленных набегов на соседние индийские княжества и поражения в 1816 году в англо-непальской войне, в XIX веке Непал попал в сферу интересов Великобритании, участвуя практически во всех военных компаниях англичан в азиатском регионе (восстание сипаев, завоевание Бирмы и тд.). Лишь в 1923 году по договору «о дружбе» с Великобританией Непалу было предоставлено право вести самостоятельную внутреннюю и внешнюю политику, формально возвращая независимость.

## Примечание
1. ↑  Hamilton, Francis Buchanan. An Account of the Kingdom Of Nepal and of the Territories Annexed to This Dominion by the House of Gorkha. — Edinburgh: Longman, 1819. Архивная копия от 13 ноября 2012 на Wayback Machine Источник. Дата обращения: 16 января 2022. Архивировано 13 ноября 2012 года. Page 7.
2. ↑  Northey, William Brook and Morris, Charles John (1928). The Gurkhas: Nepal-Their Manners, Customs and Country. Asian Educational Services. ISBN 9788120615779. Pages 30-31.
3. ↑  Marshall, Julie G. Britain And Tibet 1765-1947. — Routledge, 2005. — ISBN 9780415336475.